# Subulussalam
Subulussalam is een stadsgemeente in de huidige provincie Atjeh in het noorden van Sumatra, Indonesië.

## Onderdistricten
- Longkip
- Penanggalan
- Rundeng
- Simpang Kiri
- Sultan Daulat

Stadsgemeenten: Banda Atjeh · Langsa · Lhokseumawe · Sabang · Subulussalam

Regentschappen: West-Atjeh · Zuidwest-Atjeh · Aceh Besar · Aceh Jaya · Zuid-Atjeh · Aceh Singkil · Aceh Tamiang · Aceh Tengah · Aceh Tenggara · Aceh Timur · Noord-Atjeh · Bener Meriah · Bireuen · Gayo Lues · Nayan Raya · Pidie · Pidie Jaya · Simeulue